# Chalthan
Chalthan è una suddivisione dell'India, classificata come census town, di 12.746 abitanti, situata nel distretto di Surat, nello stato federato del Gujarat. In base al numero di abitanti la città rientra nella classe IV (da 10.000 a 19.999 persone).

## Geografia fisica
La città è situata a 21° 08' 11 N e 72° 57' 26 E.

## Società

### Evoluzione demografica
Al censimento del 2001 la popolazione di Chalthan assommava a 12.746 persone, delle quali 7.281 maschi e 5.465 femmine. I bambini di età inferiore o uguale ai sei anni assommavano a 1.813, dei quali 947 maschi e 866 femmine. Infine, coloro che erano in grado di saper almeno leggere e scrivere erano 9.084, dei quali 5.674 maschi e 3.410 femmine.